# Elaphe druzei
Elaphe druzei (лат.) — вид змей семейства ужеобразных, обитающий в горных районах Леванта. Видовое название на латинском дано в честь этноконфессиональной группы друзов, проживающих в этом регионе.

## Внешний вид
Длина тела без хвоста в среднем составляет около 1 м, а максимальная известная — 154 см. Длина хвоста в среднем достигает 19 см, головы — 30 см. Самцы несколько крупнее самок и имеют голову больших размеров. Верхнегубных щитков 10—12, предглазничный чаще один. Чешуйки на спине удлинённые и килеватые, по бокам — более короткие и гладкие. Вокруг середины тела 23 или 25 (редко 21) чешуй, но к концу тела их количество снижается до 19 (реже 21). Брюшных щитков 200—222, подхвостовых — 57—78. Верх головы, шеи и передней часть тела у взрослых особей однотонно чёрные. Остальное тело жёлтоватое с крупными овальными чёрно-коричневыми пятнами. У некоторых особей из Ливана брюхо и бока бронзовые или оранжевые.

## Распространение
Вид известен с территории Израиля, Сирии и Ливана. Его ареал ограничен холмистыми и горными районами в окрестностях южного Антиливана и южной и центральной частей хребта Ливан. Обитание в прибрежной Сирии, Турции и Иордании требует подтверждения.

## Образ жизни
Встречается в богатых растительностью местообитаниях в горных и предгорных районах ареала на высоте от 900—950 до 2200 м над уровнем моря. Активен днём. Ведёт скрытный ораз жизни. В зоологическом саду Тель-Авивского университета особи этого вида содержались в террариумных условиях, питаясь мелкими позвоночными. Продолжительность их жизни составляла до 14 лет. Самки откладывали по 6—16 яиц.

## Таксономия
Впервые об обитании этих змей в Леванте сообщил Герман Циннер в 1972 году, отнеся их к четырёхполосому полозу, к которому тогда также относили сарматского полоза (как подвид) и Elaphe urartica. В последующих исследованиях была показана самостоятельность этих видов, а также высказано предположение, что левантские популяции лазающих полозов могут относиться к ним или представлять собой отдельную эволюционную линию. В 2023 году вышла статья, в которой на основании молекулярно-генетических, морфологических и биогеографических данных эти популяции были описаны как новый вид.

## Природоохранный статус
В статье с первоописанием вида было предложено отнести его к категории вымирающих в связи с общей редкостью, небольшой площадью ареала и его предполагаемой разорванностью.